# Europese kampioenschappen baanwielrennen 2016
De Europese kampioenschappen baanwielrennen 2016 zijn de zevende editie van de Europese kampioenschappen baanwielrennen die georganiseerd worden door de UEC. Ze werden van 19 tot en met 23 oktober 2016 gehouden op de overdekte wielerbaan Vélodrome te Saint-Quentin-en-Yvelines, Frankrijk.

## Kalender
| Datum                | Onderdeel mannen                             | Onderdeel vrouwen                         |
| -------------------- | -------------------------------------------- | ----------------------------------------- |
| Woensdag 19 oktober  | 1 km tijdrit, Scratch                        | 500m tijdrit, Afvalkoers                  |
| Donderdag 20 oktober | Teamsprint, Ploegenachtervolging, Afvalkoers | Teamsprint, Ploegenachtervolging, Scratch |
| Vrijdag 21 oktober   | Omnium                                       | Achtervolging, Keirin, Puntenkoers        |
| Zaterdag 22 oktober  | Sprint, Achtervolging, Puntenkoers           | Omnium                                    |
| Zondag 23 oktober    | Keirin, Koppelkoers                          | Sprint, Koppelkoers                       |

## Medaillewinnaars

### Mannen

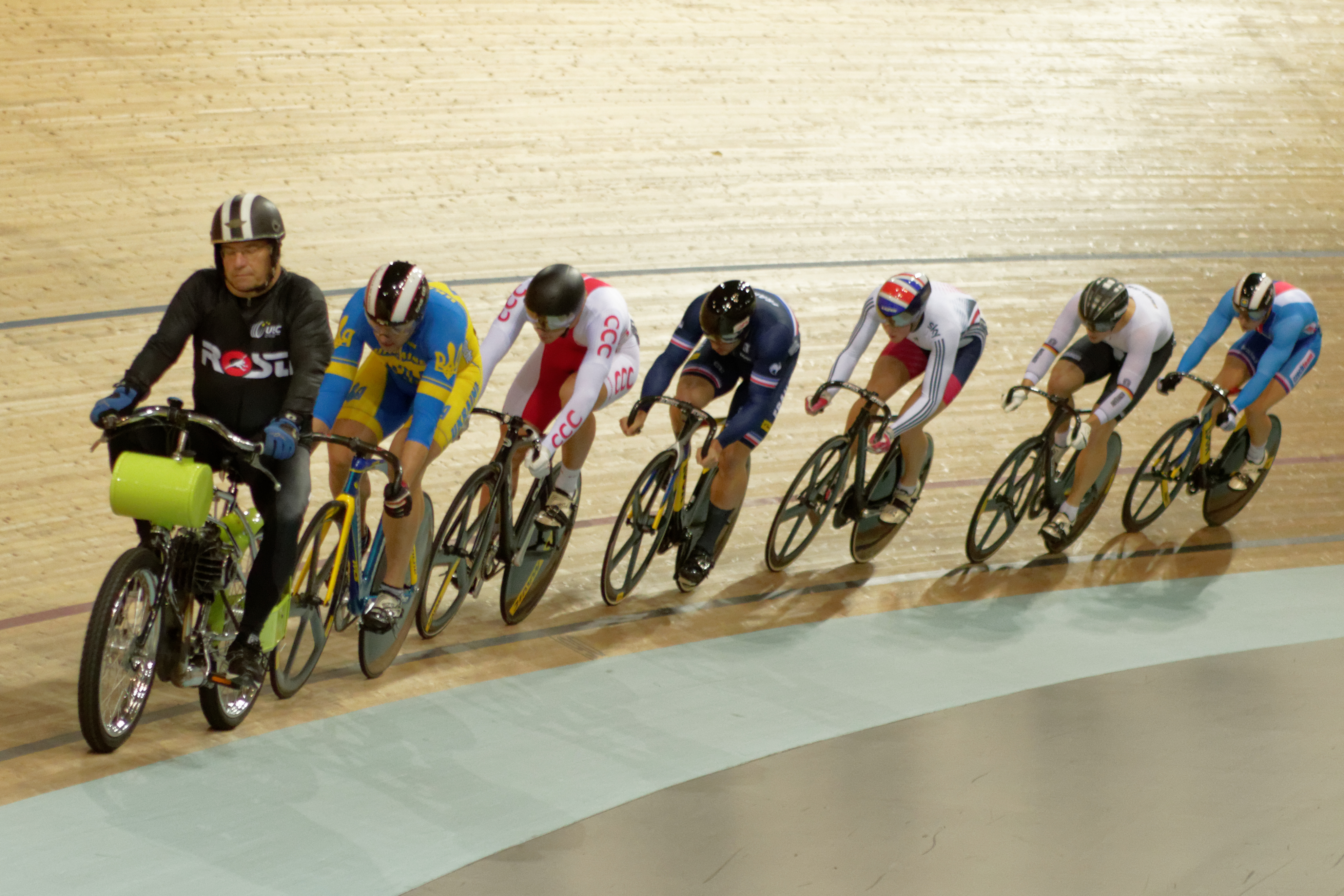
finale keirin bij de mannen

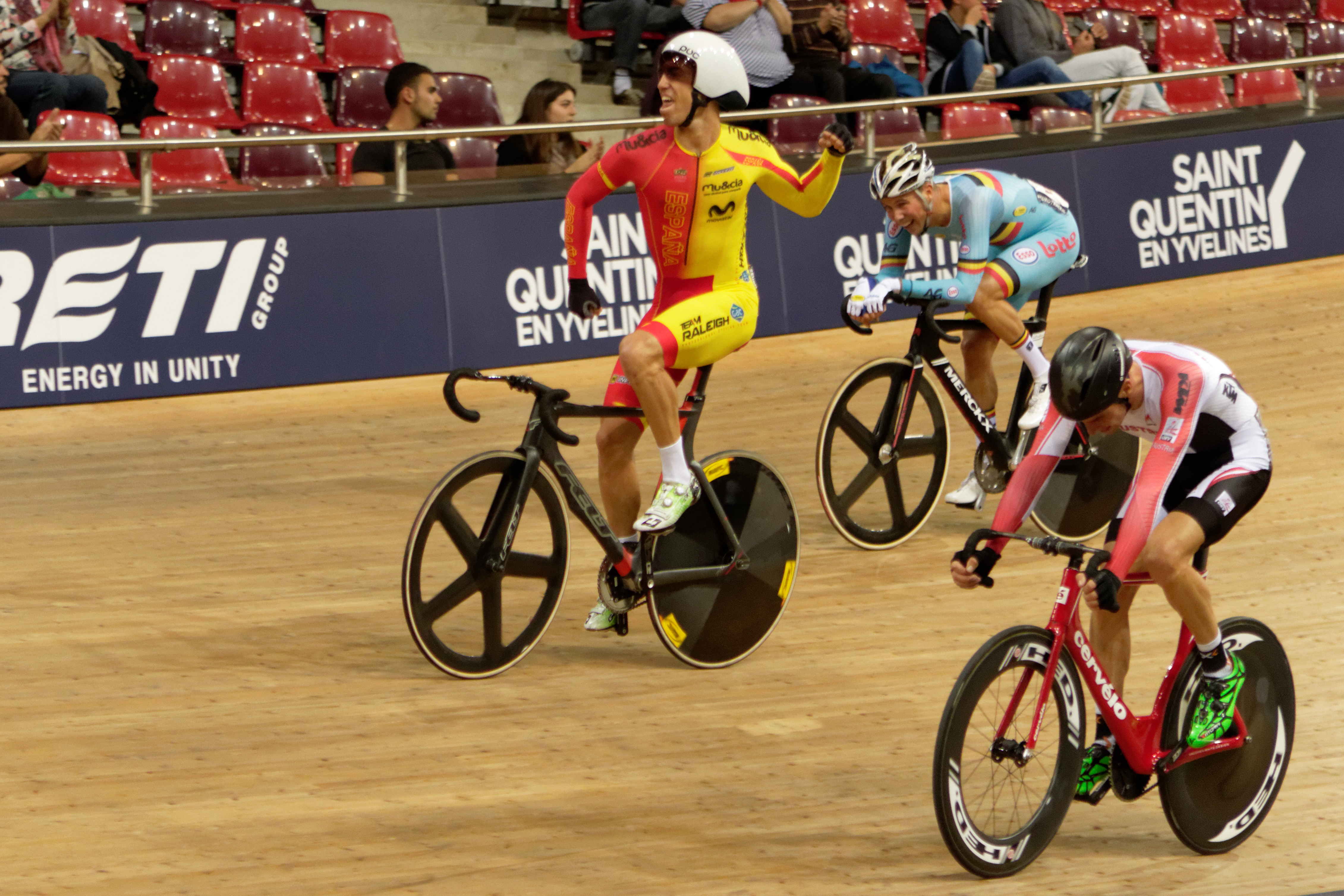
Spanje pakt de Europese titel koppelkoers bij de mannen.

| Onderdeel              | Goud                                                                                      | Zilver                                                                                 | Brons                                                                                       |
| ---------------------- | ----------------------------------------------------------------------------------------- | -------------------------------------------------------------------------------------- | ------------------------------------------------------------------------------------------- |
| Sprint                 | Pavel Jakoesjevski                                                                        | Roy van den Berg                                                                       | Andriy Vynokurov                                                                            |
| Teamsprint             | Polen Maciej Bielecki Kamil Kuczynski Mateusz Rudyk Mateusz Lipa                          | Verenigd Koninkrijk Jack Carlin Ryan Owens Joseph Truman                               | Duitsland Eric Engler Robert Forstemann Jan May                                             |
| Achtervolging*         | Corentin Ermenault                                                                        | Filippo Ganna                                                                          | Dion Beukeboom                                                                              |
| Ploegenachtervolging   | Frankrijk Thomas Denis Corentin Ermenault Florian Maitre Sylvain Chavanel Benjamin Thomas | Italië Filippo Ganna Simone Consonni Francesco Lamon Michele Scartezzini Liam Bertazzo | Verenigd Koninkrijk Matthew Bostock Oliver Wood Kian Emadi Coffin Mark Stewart Steven Burke |
| Keirin                 | Tomáš Bábek                                                                               | Andriy Vynokurov                                                                       | Charly Conord                                                                               |
| Omnium                 | Albert Torres                                                                             | Gaël Suter                                                                             | Benjamin Thomas                                                                             |
| Tijdrit (1 kilometer)* | Quentin Lafargue                                                                          | Eric Engler                                                                            | Tomáš Bábek                                                                                 |
| Puntenkoers**          | Niklas Larsen                                                                             | Kenny De Ketele                                                                        | Raman Ramanau                                                                               |
| Scratch**              | Gaël Suter                                                                                | Adrian Teklinski                                                                       | Wim Stroetinga                                                                              |
| Afvalkoers**           | Loic Perizzolo                                                                            | Christos Volikakis                                                                     | Jiří Hochmann                                                                               |
| Koppelkoers*           | Spanje Sebastián Mora Albert Torres                                                       | Frankrijk Morgan Kneisky Benjamin Thomas                                               | België Kenny De Ketele Moreno De Pauw                                                       |

### Vrouwen
| Onderdeel                | Goud                                                                                     | Zilver                                                                                 | Brons                                                                 |
| ------------------------ | ---------------------------------------------------------------------------------------- | -------------------------------------------------------------------------------------- | --------------------------------------------------------------------- |
| Sprint                   | Simona Krupeckaitė                                                                       | Anastasia Vojnova                                                                      | Tania Calvo                                                           |
| Teamsprint               | Rusland Darja Sjmeleva Anastasia Vojnova                                                 | Spanje Tania Calvo Barbero Helena Casas Roige                                          | Litouwen Simona Krupeckaitė Miglė Marozaitė                           |
| Achtervolging*           | Katie Archibald                                                                          | Justyna Kaczkowska                                                                     | Anna Turvey                                                           |
| Ploegenachtervolging     | Italië Elisa Balsamo Tatiana Guderzo Simona Frapporti Silvia Valsecchi Francesca Pattaro | Polen Justyna Kaczkowska Katarzyna Pawłowska Daria Pikulik Nikol Plosaj Lucja Pietrzak | Verenigd Koninkrijk Emily Kay Dannielle Khan Manon Lloyd Emily Nelson |
| Keirin                   | Ljoebov Basova                                                                           | Nicky Degrendele                                                                       | Simona Krupeckaitė                                                    |
| Omnium                   | Katie Archibald                                                                          | Kirsten Wild                                                                           | Lotte Kopecky                                                         |
| Tijdrit (0.5 kilometer)* | Darja Sjmeleva                                                                           | Pauline Grabosch                                                                       | Anastasia Vojnova                                                     |
| Puntenkoers**            | Kirsten Wild                                                                             | Jolien D'Hoore                                                                         | Katarzyna Pawłowska                                                   |
| Scratch**                | Ausrine Trebaite                                                                         | Elinor Barker                                                                          | Kirsten Wild                                                          |
| Afvalkoers**             | Kirsten Wild                                                                             | Katie Archibald                                                                        | Laurie Berthon                                                        |
| Koppelkoers*             | België Jolien D'Hoore Lotte Kopecky                                                      | Verenigd Koninkrijk Manon Lloyd Emily Nelson                                           | Nederland Nina Kessler Kirsten Wild                                   |

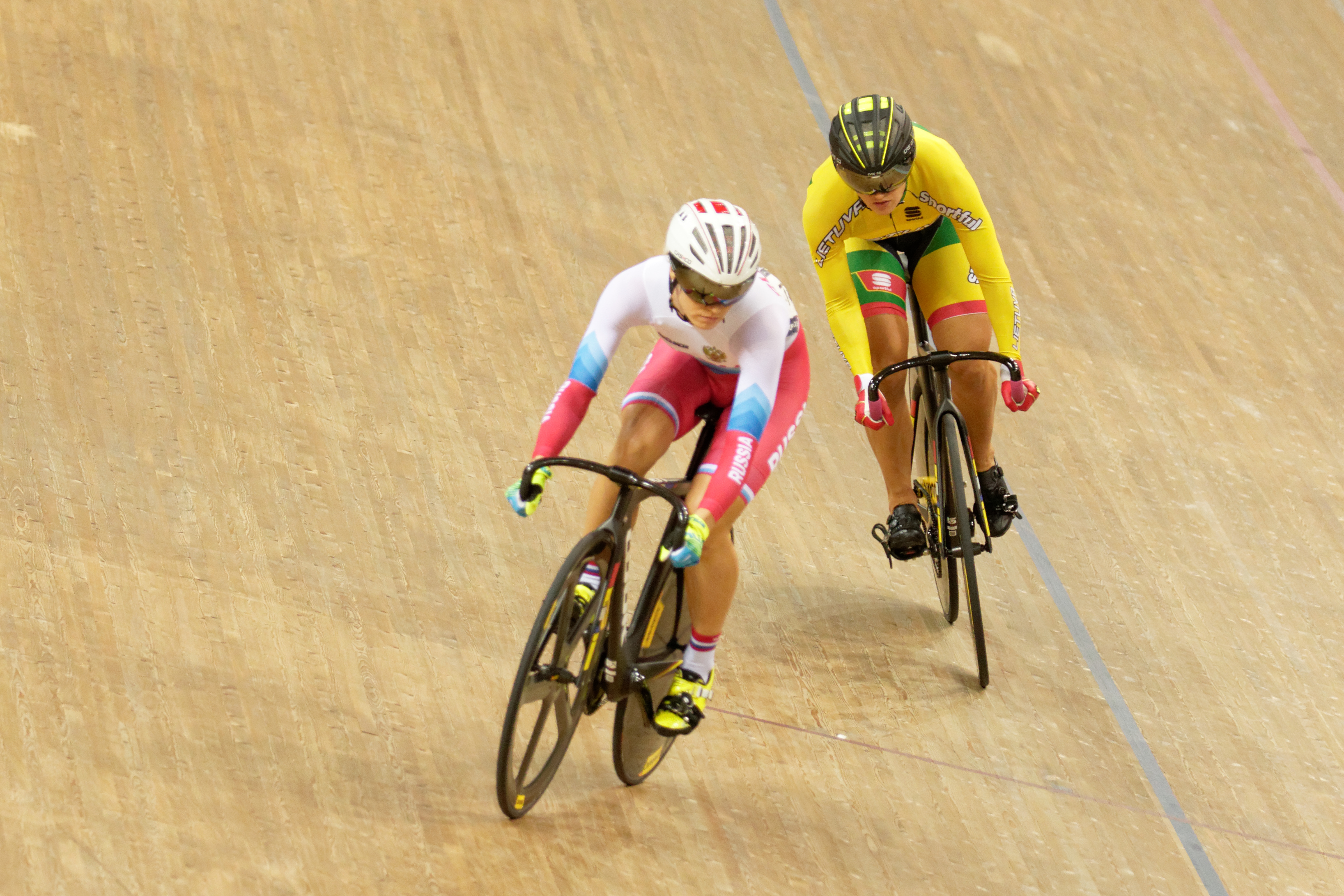
Anastasia Voinova (links) en Simona Krupeckaitė (rechts) betwisten de finale van de sprint.

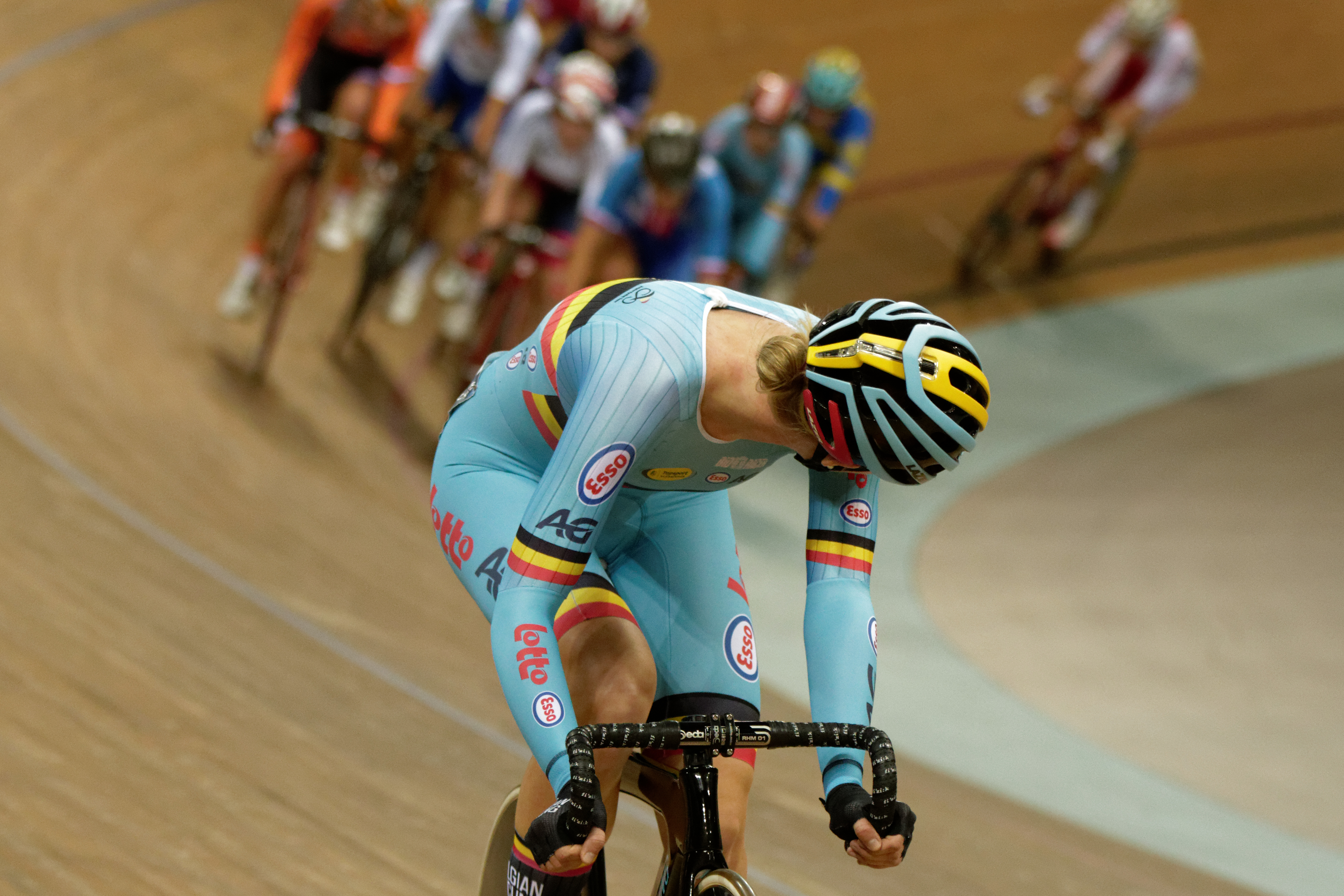
Jolien D'Hoore (vooraan) en Lotte Kopecky (peloton) veroveren de eerste Europese titel koppelkoers bij de vrouwen.

Renners in italic reden alleen de voorronde.
* = Geen Olympisch onderdeel.
** = Alleen Olympisch binnen het Omnium.

## Medaillespiegel
| Plaats | Land                | Goud | Zilver | Brons | Totaal |
| 1      | Frankrijk           | 3    | 1      | 3     | 7      |
| 2      | Rusland             | 3    | 1      | 1     | 5      |
| 3      | Verenigd Koninkrijk | 2    | 4      | 2     | 8      |
| 4      | Nederland           | 2    | 2      | 4     | 8      |
| 5      | Spanje              | 2    | 1      | 1     | 4      |
| 6      | Zwitserland         | 2    | 1      | 0     | 3      |
| 7      | Litouwen            | 2    | 0      | 2     | 4      |
| 8      | België              | 1    | 3      | 2     | 6      |
| 9      | Polen               | 1    | 3      | 1     | 5      |
| 10     | Italië              | 1    | 2      | 0     | 3      |
| 11     | Oekraïne            | 1    | 1      | 1     | 3      |
| 12     | Tsjechië            | 1    | 0      | 2     | 3      |
| 13     | Denemarken          | 1    | 0      | 0     | 1      |
| 14     | Duitsland           | 0    | 2      | 1     | 3      |
| 15     | Griekenland         | 0    | 1      | 0     | 1      |
| 16     | Wit-Rusland         | 0    | 0      | 1     | 1      |
| 16     | Ierland             | 0    | 0      | 1     | 1      |
| Totaal | Totaal              | 22   | 22     | 22    | 66     |